# UTC+5:45
UTC+5:45 è un fuso orario, in anticipo di 5 ore e 45 minuti sull'UTC.

## Zone
È utilizzato nei seguenti territori:
- Nepal

## Geografia
Il Nepal è una delle regioni del mondo in cui la differenza del fuso orario rispetto all'UTC non è un numero intero di mezze ore (le altre sono UTC+8:45, UTC+12:45, UTC+13:45).
L'ora solare media di Kathmandu, capitale del Nepal, (27°43′N 85°22′E) è di circa 5 ore e 41 minuti in anticipo rispetto all'UTC.

## Ora legale
Il Nepal non adotta l'ora legale.

## Storia
Prima del 1986, il Nepal si trovava nel fuso orario UTC+5:40. Fu poi spostato a UTC+5:45, multiplo di un quarto d'ora di UTC più prossimo all'ora solare locale della capitale Kathmandu.